# 漢斯-克里斯托夫·伯恩特
漢斯-克里斯托夫·伯恩特（德語：Hans-Christoph Berndt，1956-）是一名德國政治人物，現居戈尔森(Golßen) 。他曾任醫學檢驗師，現職為德國極右翼政黨—德國另類選擇黨(AfD)的布蘭登堡邦邦議會議員，自2020年起擔任該黨邦議會黨團主席，並於2024年起接任布蘭登堡邦黨部副主席，同年聯邦憲法保護局(BfV)認定伯恩特為極端右翼分子。

## 早年生活和職業
漢斯-克里斯托夫·伯恩特於1956年出生在東德布蘭登堡邦鄰近柏林的貝爾腦 (Bernau bei Berlin)，於柏林普倫茨勞貝格(Prenzlauer Berg)簡樸的環境中成長，父親是泥瓦匠，母親是商業職員。受到家中天主教信仰的影響，1975年高中畢業後，為了在艾爾福特神學院(Katholisches Priesterseminar Erfurt)學習哲學和神學，伯恩特便在申艾謝(Schöneiche bei Berlin)參與古代語言課程。之後他決定不再從事神職工作，開始在柏林燈具製造商利華（Narva）擔任臨時工，同時獲得了機械技師學位。隨後，他進入國家人民軍(NVA)服役，在布蘭登堡的明歇貝格(Müncheberg)擔任了一年半的無線電偵察員。
此後伯恩特就一直待在普倫茨勞貝格，他原本想就讀人類醫學，但這個願望始終無法實現，只好在1979年至1984年轉而攻讀他不喜歡的牙醫學。不過在取得執業資格後，他並未實際從事牙醫工作，而是能夠進一步在1984年至1989年接受訓練成為病理生物化學專科牙醫。他也以這個身份在柏林洪堡大學(Humboldt-Universität zu Berlin) 撰寫了博士論文，其論文口試時間正好落在東德政權垮台（1989年）與德國統一（1990年）之間的過渡期。
1989年起伯恩特在柏林夏里特醫學院(Medizinischen Fakultät Charité Berlin)擔任研究員，在東德政權衰弱之際，醫生的處境也不比其他領域好多少，他留在醫院為了保全工作而奔走，也是員工利益代表組織「為了我們的夏里特」(Für unsere Charité)的創辦人之一。伯恩特擔任員工代表會成員參與薪資協商，該組織成功地與當時原本佔主導地位的工會競爭，且終於在2006年，成為員工代表會主席。2016年他對難民的爭議性發言與夏里特醫院秉持人道主義的理念背道而馳，醫院的監察委員會發表聲明，與伯恩特被視為排外的政治性言論劃清界線。即使如此，他仍繼續擔任主席直到2018年脫下白袍轉而從政。

## 政治生涯
在工會工作之餘，漢斯-克里斯托夫·伯恩特自2015年始擔任極右翼協會「未來家園」Zukunft Heimat的發言人至2021年。該協會在2015年於科特布斯(Cottbus)成立，起源於德國在難民潮後大規模的反移民、反難民行動，並聲援在布蘭登堡、薩克森-安哈特(Sachsen-Anhalt)等地的反移民難民遊行，伯恩特為其創始成員之一，亦曾擔任協會負責人。自2017年始，未來家園開始名為「畫出邊界（Grenzen ziehe）」的倡議並發起許多地方性排外遊行反對難民政策，規模持續擴張至千人。2020年六月，布蘭登堡憲法保護局宣佈其為「被證實的極端右翼組織」（erwiesen rechtsextremistisch），其至今仍持續在科特布斯舉辦示威活動。
「未來家園」在成立初期所發起的活動，另類選擇黨與其他右翼組織皆時常參與其中，兩者間保持緊密的連結，該團體現今也被視為另類選擇黨在布蘭登堡的附隨組織。伯恩特於2018年加入另類選擇黨（AfD），2019開始擔任戈爾森（Golßen）市議會議員。隨後在2019年九月的布蘭登堡邦邦議會選舉中以第二高票當選邦議會議員。2020年九月，在原黨團主席安德烈亞斯·卡爾比茨(Anderas Kalbitz)被取消黨籍而下台後，伯恩特宣布其欲競選邦議會黨團主席一職。2020年十月以11:7的票數擊敗Dennis Hohloch 獲勝。隨著擔任黨內要職，伯恩特本人的右極翼背景也受到矚目，布蘭登堡邦議會另類選擇黨黨團被該邦的憲法保護局（Landesverfassungsschutz）列管為「有極右翼可能性的（Verdachtsfall auf Rechtsextremismus）」，時任局長Jörg Müller也稱伯恩特為「被證實的極右份子」。

## 政治主張與立場
強調「德國是德國人的國家」，拒絕多元文化
- 在公開演說中曾說：「德國是屬於我們德國人的」，鼓吹所謂「文化防衛」（kulturelle Selbstbehauptung）。
- 貝恩特在科特布斯（Cottbus）發言時表示：所謂的「舊政黨」（Altpartei（德语：Altparteien））屏棄自己的人民。貝恩特強調，德國人有義務尊重祖先的遺產，並將其傳承給後代。„Deutschland ist das Land der Deutschen. "Deutschland soll das Land der Deutschen bleiben."  「德國是德國人的國家。德國應當保持為德國人的國家。」(2024.9)

#### 反對移民與庇護政策[18]
- 長期以「不受控制的大規模移民政策」為批評目標，並要求對庇護申請者施加嚴格限制。如在索林根（Solingen）2024年索林根持刀襲擊事件發生後，他主張禁止被庇護者（Asylbewerber）進入公共活動場合。[19]

#### 與極右派人士之互動[20]
- 被指出與極右及「新極右派」團體密切聯繫，「未來家園協會」（Zukunft Heimat）即為其創辦團體。根據布蘭登堡憲法保衛局，他有意識地尋求與極右派者的聯繫。

#### 對媒體與政府的批評[21]
- 稱德國憲法保衛局為「新史塔西」（Neo-Stasi），暗指其如前東德（DDR）祕密警察。
- 要求解散現行的公家媒體，如德國公共廣播聯盟（ARD）、德國電視二台（ZDF）等，認為其偏頗左派政黨與當前執政黨。

#### 自稱「舊左派」與宗教立場[22]
- 自稱年輕時曾是「舊左派」，但隨著時間轉向右派。„Ich bin ja auch ein alter Linker, der sich mit der Zeit wegbewegt hat.“ （Runde der Spitzenkandidaten im RBB-Fernsehen）
- 在被問到作為天主教徒如何實踐「博愛」時，他回答「關心自己民族的人就是實踐博愛」。„Sich um die Angehörigen des eigenen Volkes zu kümmern.“ （Runde der Spitzenkandidaten im RBB-Fernsehen）

## 選舉結果
2019年布蘭登堡邦議會選舉
在2019年布蘭登堡邦議會選舉（Landtagswahl）中作為德國另類選擇黨（AfD）在第28選區（達姆-施普雷瓦爾德III，德語：Dahme-Spreewald III）的直接候選人參選，在AfD邦名單中排名僅次於首位候選人安德烈亞斯·卡爾比茨（Andreas Kalbitz）。在2019年9月1日的選舉中以28.9%的第一票（Erststimme）得票率贏得其選區的直接議席，進入邦議會。
他以比社民黨（SPD）候選人迪特馬爾·沃伊德克（Dietmar Woidke）多出3.2個百分點的微弱優勢勝出，這意味著伯恩特成為當屆少數幾位成功贏得直接議席的AfD政治人物之一。AfD在邦議會獲得了23個席次，成為第二大黨。本次選結果凸顯了其所屬派系黨內民族主義右翼派系（Flügel）的崛起。
2024年布蘭登堡邦議會選舉
在2024年的布蘭登堡邦議會選舉中，伯恩特擔任AfD的領銜候選人（Spitzenkandidat），此前他在黨代表大會中以約87%的得票率列為首位提名人，並再次於達姆-施普雷瓦爾德III（Dahme-Spreewald III）選區參選，取得29.2%的第一票得票率，共獲得30席，使其在邦議會中獲得關鍵少數（Sperrminorität)。
伯恩特成功的選戰為AfD新增7個席次，也鞏固了其影響力。雖然SPD最終以些微優勢勝出，獲得32席，並與BSW組成聯合政府，但AfD在伯恩特領導下成為最大在野黨，顯示該黨在邦層級的政治影響力逐漸擴大。

## 爭議事件
2024 年於布蘭登堡選舉前兩週，每日鏡報（Tagesspiegel）與波茲坦新新聞（Potsdamer Neueste Nachrichten）共同舉辦候選人辯論。節目僅進行半小時，伯恩特就因為不滿自己的發言次數不足，指責主持人在訪談過程不公對待，偏袒SPD候選人迪特馬爾·沃伊德克（Dietmar Woidke），憤而中途退場。